# У високій траві (фільм)
«У високій траві» (англ. «In the Tall Grass») — канадський фільм режисера Вінченцо Наталі виробництва компанії Netflix за однойменною повістю Стівена Кінга та його сина Джо Гілла. Повість входить у збірки творів Гілла «Повний газ». Знімання відбувалося у Торонто і в провінції Онтаріо на сході центральній частини Канади. Він вийшов на екрани осінню 2019 року. Прем'єра фільму відбулася 20 вересня 2019 року в США на Фестивалі фантастичного кіно в Остіні, а потім його показали на Міжнародному кінофестивалі в Ванкувері і на Міжнародному кінофестивалі фантастичного кіно в Каталонії (демонструвалася версія фільму тривалістю 90 хвилин).
Мандруючи автівкою, Кел і його вагітна сестра Беккі опиняються в заростях високої трави, де заблукала ще одна родина. Всім їм не дає вибратися таємнича сила, пов'язана з культовим каменем, що височіє серед трави.

## Синопсис
Кел і його вагітна сестра Беккі їдуть до Сан-Дієго. На півдорозі вони зупиняются біля старої церкви. Беккі чує хлопчика Тобіна, який кличе на допомогу з заростів високої трави. Його мати, Наталі, наказує мовчати. Занепокоєні брат і сестра вирушають на пошуки Тобіна. Беккі телефонує в 911, але зв'язок зникає.
Невдовзі обоє зауважують, що відстань між ними змінюється, навіть якщо вони стоять на місці. В паніці брат із сестрою вирішують покинути хлопчика та повернутися до авто, проте не знаходять шляху назад. Беккі стикається з батьком Тобіна Россом, який каже їй триматися поряд і не втрачати його з поля зору, але зрештою губиться. Кел натрапляє на побитого, брудного Тобіна, який тримає мертву ворону. Тобін стверджує, що трава не зрушить мертвих речей, і ховає птаха на стежці, розповідаючи Келу, що камінь попередив його про смерть Беккі в недалекому майбутньому. Тобін підводить Кела до каменя в заростях і каже йому доторкнутися до нього, що переривається криком Беккі, на яку хтось напав.
Батько дитини Беккі, Тревіс, приїжджає шукати її та Кела. Він досліджує зарості, натрапляючи на Тобіна, який натякає, що вони знайомі. Хлопчик веде його до трупа Беккі, але вона потім виявляється живою.
У минулому Тобін разом із батьками проїжджають повз церкву. Він і пес на кличку Фредді чують, як Тревіс кличе Тобіна з трави. Фредді біжить на голос, Тобін, Наталі та Росс вирушають навздогін і губляться. Кел входить у траву та зустрічає Беккі. Тобін потім каже їм, що Фредді помер. Знаючи властивість трави плутати шлях тим, хто не бачать одне одного, Тревіс, Беккі та Кел рухаються до Тобіна й опиняються разом. Тревіс розповідає Беккі та Келу, що вони зникли два місяці тому, а перед цим він пропонував Беккі зробити аборт. З цієї причини Беккі вирішила народити дитину, але віддати її на виховання родині в Сан-Дієго. Тревіс жалкує про свої слова і тепер хоче ростити дитину разом із Беккі.
До Беккі хтось телефонує та попереджає не робити якоїсь помилки, коли в далині з'являється покинутий боулінг-центр. Беккі непритомніє, потім її отямлює Росс, який потім возз'єднується з Тобіном. Росс веде їх до каменя, де міркує, що він розташований в самому центрі Сполучених Штатів. Росс закликає торкнутися каменя, щоб вибратися. За його словами, камінь прикликав дві родини в це місце, щоб дати відповіді та очистити. Раптом з трави виходить Наталі та попереджає не торкатися каменя та що Росс небезпечний. Потім вона стверджує, що бачила труп Беккі, яка зараз жива. Тревіс згодом нападає на Росса, той ламає йому руку і розтрощує голову Наталі.
Беккі, Кел, Тревіс і Тобін досягають боулінг-центру. Оглядаючи будівлю, Тревіс і Кел бачать з даху Фредді, якому вдалося втекти з заростів до дороги. Кел, вбачаючи в Тревісі суперника, не допомагає, коли Тревіс послизнувся, і той падає з даху. Кел і Росс далі слідкують за Тобіном, але Беккі відмовляється покинути Тревіса та повертається назад. Росс задушує Кела, а Тревіс виявляється неушкодженим і знаходить Беккі.
На Беккі нападає Росс, але вона тікає, осліпивши на одне око. Починається гроза, Беккі стикається з трав'яними істотами, що несуть її до каменя. Там у неї починаються пологи, земля під каменем розверзається, відкриваючи численні корені, які перетворюються на гуманоїдні постаті. Потім вона отямлюється біля Кела, що тримає її дитину. Вона знову засинає та прокидається від того, що Кел намагається нагодувати Беккі її дитиною, кажучи що це лише трава та насіння. Беккі розуміє, що перед нею не Кел, а Росс. Тобін знаходить Тревіса і каже йому, що Росс убив і дитину, і Кела, і збирається продовжувати вбивати їх знову і знову в часовій петлі, де події нескінченно повторюються. Росс смертельно ранить Тревіса та намагається змусити Тобіна торкнутися до каменя. Тієї миті Беккі нападає та видряпує йому інше око, перш ніж померти від ран, завданих трав'яними істотами. Тревіс убиває Росса, торкається скелі та бачить дивні зображення. Він хапає Тобіна за руку й веде його до виходу, наказуючи не дати Беккі та Келу увійти в траву.
Тобін виходить на дорогу, коли Беккі та Кел уперше збиралися ввійти у траву. Хлопчик переконує їх не робити цього та показує кулон Беккі, який подарував йому Тревіс. Беккі вирішує забрати Тобіна з собою та разом з Келом вирушає додому. Тревіс чує це в траві, та, впевнившись, що часову петлю розірвано, помирає.

## У ролях
| Актор               | Роль             |
| ------------------- | ---------------- |
| Гаррісон Ґілбертсон | Тревіс Маккін    |
| Лейсла Де Олівейра  | Беккі Демут      |
| Рейчел Вілсон       | Наталі Гумбольдт |
| Ейвері Віттед       | Кел Демут        |
| Патрік Вілсон       | Росс Гумбольдт   |
| Тіффані Гелм        | працівниця АЗС   |
| Вілл Бьюї мл.       | Тобін Гумбольдт  |

## Сприйняття
На агрегаторі рецензій Rotten Tomatoes фільм зібрав 36 % схвальних рецензій із консенсусом: «Потенційно інтригуюча передумова швидко губиться в бур'янах впродовж фільму „У високій траві“, що намагається розтягнути свій тонкий вихідний матеріал до повного метражу». На Metacritic середня оцінка від критиків склала 46 балів зі 100.
Моніка Кастілло на сайті Polygon зазначила, що «У високій траві», при невеликому обсязі вихідного матеріалу, містить елементи інших екранізацій творів Стівена Кінга: «Діти кукурудзи», «Сяйво», «Кладовище домашніх тварин», «Мізері», «Воно». Актори добре грають, особливо Патрік Вілсон у ролі божевільного Росса. Фільм скочується в кліше, а його розв'язка не досить зрозуміла, проте привертає увагу незвичайний образ зла в подобі трави.
На думку Браяна Лоурі з CNN, екранізація вийшла б кращою, якби була епізодом серіалу, а не повнометражним фільмом. Деталі, призначені створювати відчуття небезпеки в замкненому просторі, не працюють, а історія Кела з Беккі губиться впродовж сюжету, і це типово для екранізацій Кінга.
Кейті Райф на сайті AV.Club писала, що «„У високій траві“ створює відчуття дезорієнтації, граючи з гучністю та глибиною звуку — досвід, який, за винятком тих, хто має повноцінну систему домашнього кінотеатру, краще відтворюється на великому екрані». В фільму хороша акторська гра, але надто звивистий сюжет і «плоскі, яскраво освітлені, суто функціональні сцени». Для шанувальників творчості Кінга напевне буде цікаво шукати посилання на його роботи, але решта можуть проминути цей фільм.
Браян Костелло в Common Sense Media описав, що «Це хороший, якщо не чудовий, фільм жахів» з тонким посиланням на «Сад з розгалуженими стежками» Борхеса, що досліджує подібні теми лабіринтів, вибору та простору/часу. Патрік Вілсон «краде» майже кожну сцену, але за інших персонажів також хочеться переживати. Фільм є сумішшю цікавих ідей, які врівноважені діалогами та захопливою напругою.
Згідно з сайтом Screen Rant, оригінальний твір Кінга теж мало що пояснює про природу часової петлі та каменя. Але його фінал похмуріший, припускаючи, що часова петля продовжить повторюватися, і там є сцена, де Росс провокує викидень у Беккі. Як пояснював режисер, сюжет пов'язаний з біблійною метафорою (Петра 1:24 «Бо кожне тіло немов та трава, і всяка слава людини як цвіт трав'яний: засохне трава то й цвіт опаде»), і мається на увазі, що Беккі з'їла власну дитину, але на його думку, показ цього на екрані був би не жахливим, а смішним. Якщо першоджерело показувало зло в образі каменя, що маніпулює світом навколо, то фільм зосереджений на темі вибору і блукання персонажів спонукають їх до переоцінки власних рішень, що приводить їх до порятунку. Коли люди торкаються каменя, вони «викупляються», стаючи одним цілим із високою травою, і навколишні жителі, що збудували церкву, знають про це. Цей момент більше описаний в першоджерелі і тільки побіжно згаданий у фільмі.
Фільм номінувався на Fangoria Chainsaw Awards 2020 року як найкраща стримінгова прем'єра.